# Scott Padgett
Scott Anthony Padgett (19 de abril de 1976, en Louisville, Kentucky) es un exjugador y entrenador de baloncesto estadounidense. Padgett fue elegido en la posición 28 del Draft de la NBA de 1999 por Utah Jazz, procedente de la Universidad de Kentucky. Tras jugar cuatro temporadas en los Jazz, firmó por Houston Rockets en 2003. En febrero de 2007 fue traspasado a los Memphis Grizzlies y a principios de abril de 2007 fue contratado por el CB Granada. Actualmente es entrenador asistente de los Mississippi State Bulldogs de la División I de la NCAA.